# Telepresence
Telepresence beschreibt eine hochwertige Ausführung der Videokommunikationstechnologie und ist abzugrenzen vom Begriff der Telepräsenz.

## Hintergrund
Das im Bereich Videokommunikation führende Marktforschungsinstitut Wainhouse Research definiert Telepresence als ein „Videokonferenzerlebnis, das die Illusion erzeugt, dass auch die per Video zugeschalteten Gesprächsteilnehmer im selben Raum sitzen.“ (Orig.: “A videoconferencing experience that creates the illusion that the remote participants are in the same room with you.”)
Die Vermittlung einer realitätsnahen Gesprächsatmosphäre unterscheidet Telepresence- von Videokonferenzsystemen. Erreicht wird diese durch die Darstellung der Gesprächsteilnehmer in Lebensgröße auf Full-HD-Displays. Gestik und Mimik sind so ohne Einschränkungen zu erkennen. Zudem erfolgt die Audioübertragung in CD-Qualität und simultan zum Bild.
Ein weiterer wichtiger Aspekt ist die Anordnung von Kameras und Bildschirmen, die einen natürlichen Blickkontakt ermöglicht. Auch die Richtung, aus der die Stimmen der Gesprächspartner wahrgenommen werden, wird entsprechend der Darstellung auf den Monitoren simuliert. Wird beispielsweise ein Sprecher ganz rechts auf den Monitoren dargestellt, wird auch die Stimme als von rechts kommend wahrgenommen.
Neben der audiovisuellen Übertragung der Gesprächsteilnehmer können auch Multimediainhalte, Präsentationen und Dokumente auf den Displays der Telepresence-Systeme dargestellt werden. Damit ist – wie in einem realen Meeting – das gemeinsame Arbeiten mit oder an diesen Inhalten möglich.

## Anfänge und Durchbruch
Erste Systeme, die einen natürlichen Blickkontakt mit dem Videogesprächspartner ermöglichten, stellten Digital Video Enterprises und Teleportec im Jahr 2005 vor. Hier war die Kamera hinter einem halbdurchlässigen Spiegel montiert, auf die das Bild des Gegenübers projiziert wurde. Eine Technik, wie sie heute noch bei Telepromptern eingesetzt wird. Auch die für heutige immersive Systeme typische „Halbierung“ des Konferenzraumes in eine reale und eine virtuelle Hälfte beschreibt das Wainhouse Institute erstmals am Beispiel eines Systems von Destiny Conferencing aus dem Jahr 2005. Die drei genannten Firmen verfügten jedoch nicht über die Größe und die Kapazitäten, um ihre Lösungen global zu vertreiben und zu vermarkten. Sie blieben daher auf den US-Markt beschränkt. Am 23. Oktober 2006 stellte Cisco mit dem Cisco TelePresence 1000 und dem Cisco TelePresence 3000 die ersten Telepresence-Systeme vor, die global beworben und vertrieben wurden und damit den Begriff Telepresence weltweit bekannt machten. Systeme anderer global aktiver Hersteller wie Tandberg oder Polycom folgten im Jahr darauf. Spätestens im Jahr 2007 war der Begriff Telepresence in Deutschland etabliert. In diesem Jahr beschäftigte sich die Arbeitsgruppe Videokonferenztechnologien und ihre Anwendungsszenarien (VIKTAS) der Deutschen Initiative für Netzwerkinformation e. V. (DINI) auf dem VIKTAS Tag erstmals in großem Umfang mit der neuen Form der Videokommunikation.

## Varianten der Telepresence-Systeme
Die führenden Anbieter von Telepresence-Systemen wie Cisco, Lifesize und Polycom ordnen ihre Produkte heutzutage in der Regel in immersive, Raum- und Desktopsysteme ein.

### Immersive Systeme
Immersive Systeme stellen die oberste Kategorie der Telepresence-Systeme dar. Neben der technischen Hardware gehört auch die komplette Ausstattung des Raumes, in dem die Lösung installiert ist, zum System. Immersive Systeme bestehen in der Regel aus einem oder drei großformatigen Full-HD-Displays (meist 65 Zoll). Spezielle Hintergrundwände und ein abgestimmtes Beleuchtungskonzept sollen Sprecher und Umgebung natürlich und nahezu dreidimensional erscheinen lassen. Auch das Mobiliar ist Bestandteil der Ausstattung. In die Tische sind die Bedienfelder für das System integriert, die gleichzeitig zur Darstellung von Dokumenten, Präsentationen oder sonstigen Inhalten genutzt werden können. Pro Display können zwei Gesprächsteilnehmer in Lebensgröße dargestellt werden, sodass bis zu zwölf Personen in lebensgroßer Darstellung konferieren können.

### Raumsysteme
Telepresence Raumsysteme (im Englischen „multipurpose“, also Mehrzweck-Systeme) sind als Stand-Alone-Lösung für den Einsatz im Büro oder Konferenzraum konzipiert. Sie verfügen meist über ein oder zwei großflächige Displays (meist zwischen 42 und 65 Zoll), eine integrierte Kamera, Mikrofon und Lautsprecher. Bei Systemen mit zwei Displays werden die Gesprächspartner beispielsweise auf ein Display übertragen, das zweite wird zur Darstellung von Präsentationen oder anderer Dokumente genutzt.

### Einzelplatzsysteme
Telepresence-Systeme für den Arbeitsplatz haben meist die Maße eines größeren PC-Flachbildschirms und können als solche ebenso verwendet werden. Wie in den anderen Telepresence-Systemen auch sind Kamera, Mikrofon und Lautsprecher integriert.

## Übertragungsqualität, Protokolle und Bandbreiten
Die Telepresence-Lösungen der führenden Hersteller sind standardbasiert. Das bedeutet, sie benutzen die von der ITU oder ISO entwickelten standardisierten Codecs zur Audio- und Videoübermittlung. Dies sind etwa die H.-Standards in der Videoübertragung und G.711, G.722, MPEG-4 und AAC in der Audioübertragung. Die gängigen Übertragungsprotokolle sind H.323 und SIP. Die Nutzung der offenen Standards ermöglicht es, Telepresence-Systeme auch herstellerübergreifend miteinander zu verbinden.
Je nach Typ des Telepresence-Systems variieren die benötigten Datenübertragungsraten, die für die reibungslose Durchführung eines Telepresence-Meetings benötigt werden. Die von den Herstellern empfohlenen Bandbreiten liegen für immersive Systeme zwischen 12 MBit/s und 30 MBit/s. Desktoplösungen benötigen Bandbreiten von etwa 4 MBit/s bis 6 MBit/s. Die Übertragung des Kamerasignals auf das Display des Gegenübers sollte in weniger als 300 Millisekunden erfolgen, damit der Nutzer eine nahezu verzögerungsfreie Übertragung wahrnimmt.

## Einsatzbereiche von Telepresence-Systemen
Telepresence-Systeme werden vor allem in der Wirtschaft eingesetzt. Global agierende Unternehmen gehen dazu über, an wichtigen Standorten immersive Systeme einzurichten, um Meetings virtuell abzuhalten und so Kosten für Geschäftsreisen einzusparen.
Auch an Universitäten wird die Telepresence-Technologie genutzt, um die Möglichkeiten der Lehre zu erweitern oder wissenschaftliche Konferenzen auf einfache Weise abzuhalten.